# 复裂狸藻
复裂狸藻（学名：Utricularia geminiloba）為狸藻屬多年生中型岩生或陆生食虫植物。其种加词“geminiloba”来源于拉丁文“geminus”和“lobus”，意为“双”和“裂片”，指其具两个明显的花冠裂片。复裂狸藻为巴西的特有种。1847年，路德维希·本杰明正式描述了复裂狸藻。